# 科奇什·伊丽莎白
科奇什·伊丽莎白（匈牙利語：Kocsis Erzsébet，1965年3月11日—），匈牙利前女子手球运动员。她曾代表匈牙利国家队参加1996年夏季奥林匹克运动会手球比赛，获得一枚铜牌。